# Dywizja Zapasowa B
Dywizja Zapasowa B (niem. Feldersatz-Division B) – jedna z niemieckich dywizji zapasowych. 
Utworzona w sierpniu 1941 roku w V Okręgu Wojskowym do kierowania uzupełnianiami na froncie wschodnim. W październiku 1941 roku rozwiązana. Ponownie sformowana w tym samym roku i rozwiązana 25 września 1942 roku. 
Dowódcy
- generał porucznik Wolf Boysen (1941)
- generał porucznik Fritz von Brodowski (1942)

Skład w 1941
- Pułk Zapasowy B/1 (Feldersatz-Regiment B/1)
- Pułk Zapasowy B/2 (Feldersatz-Regiment B/2)
- Pułk Zapasowy B/3 (Feldersatz-Regiment B/3)
- Pułk Zapasowy B/4 (Feldersatz-Regiment B/4)

Skład w 1942
- identyczny jak w 1941, z tym, że Pułk Zapasowy B/4 nie wchodził już w skład dywizji.